# Kaizers Orchestra

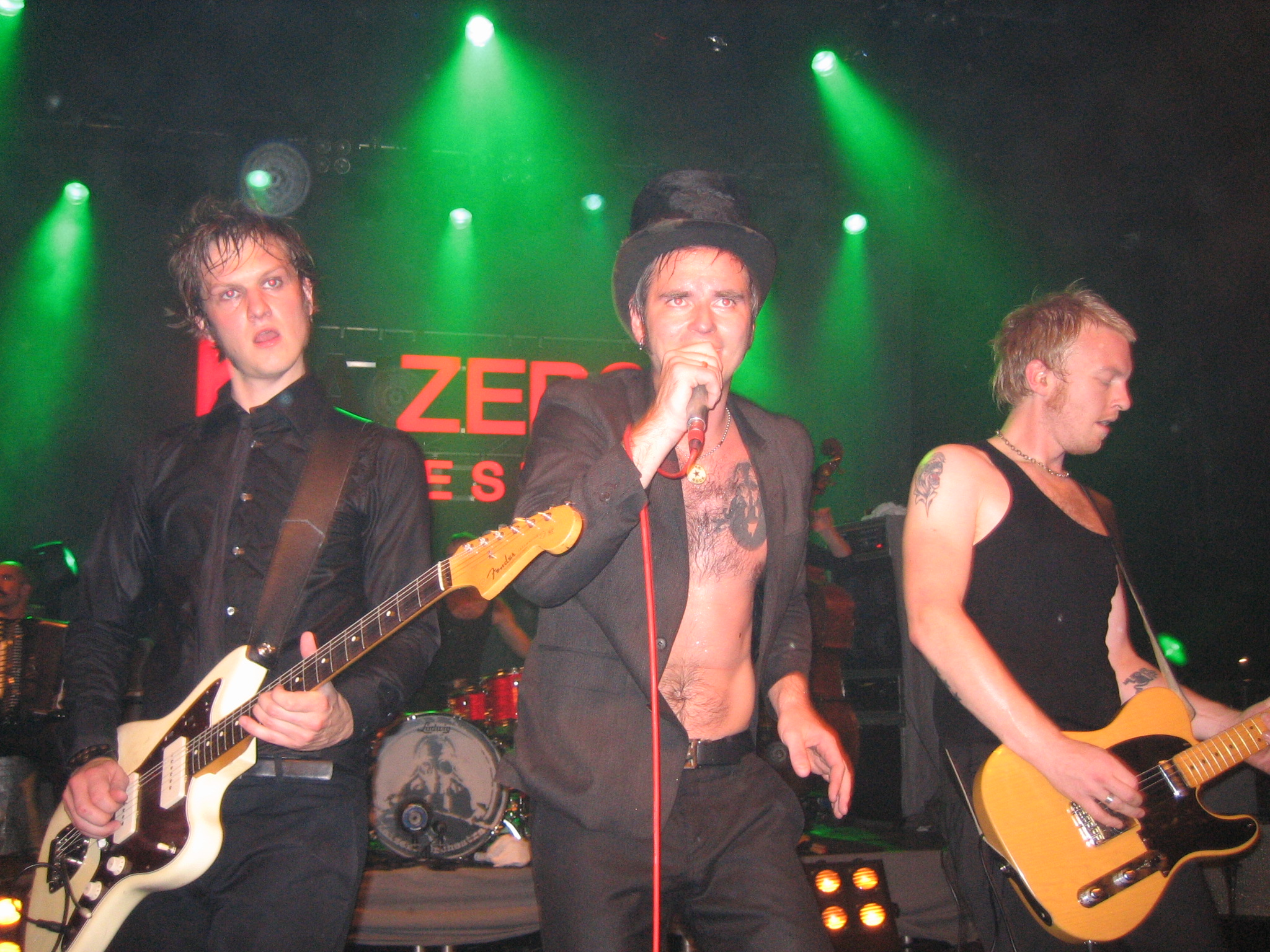
Kaizers Orchestra en concert à Copenhague en octobre 2005.

Kaizers Orchestra est un groupe de rock norvégien de la région de Bryne (au sud de Stavanger), fondé en 2000.

## Histoire
Janove Ottesen et Geir Zahl, ayant précédemment joué dans les groupes Blod, Snått & Juling et Gnom, ont tout d'abord débuté Kaizers Orchestra comme un projet. Ils souhaitaient créer quelque chose de plus brut et plus énergique que ce qu'ils faisaient dans Blod, Snått og Juling et Gnom.
Le nom du groupe est inspiré d'un couplet de Bastard de Gnom : « Eg blei tatt hånd om av en viss Mr. Kaizer / Han er den stolte eiger av verdens tyngste siameser ». Dans cette chanson, on peut entendre un solo de percussions sur des barils de pétrole : cette particularité devient la « marque de fabrique » des Kaizers Orchestra.
En 2001, le groupe sort son premier album Ompa til du dør, album très bien accueilli par le public comme la critique. Il est l'album de rock le plus vendu de Norvège.
En 2003, le groupe sort son deuxième album Evig Pint qui arrive très rapidement en tête des charts norvégiens.
En 2004, ils signent un contrat avec Universal Records.
En 2005, ils lancent l'album Maestro, très grand succès commercial en Norvège et au-delà de ses frontières, ce qui leur permet de faire une tournée européenne.

## Liste des membres

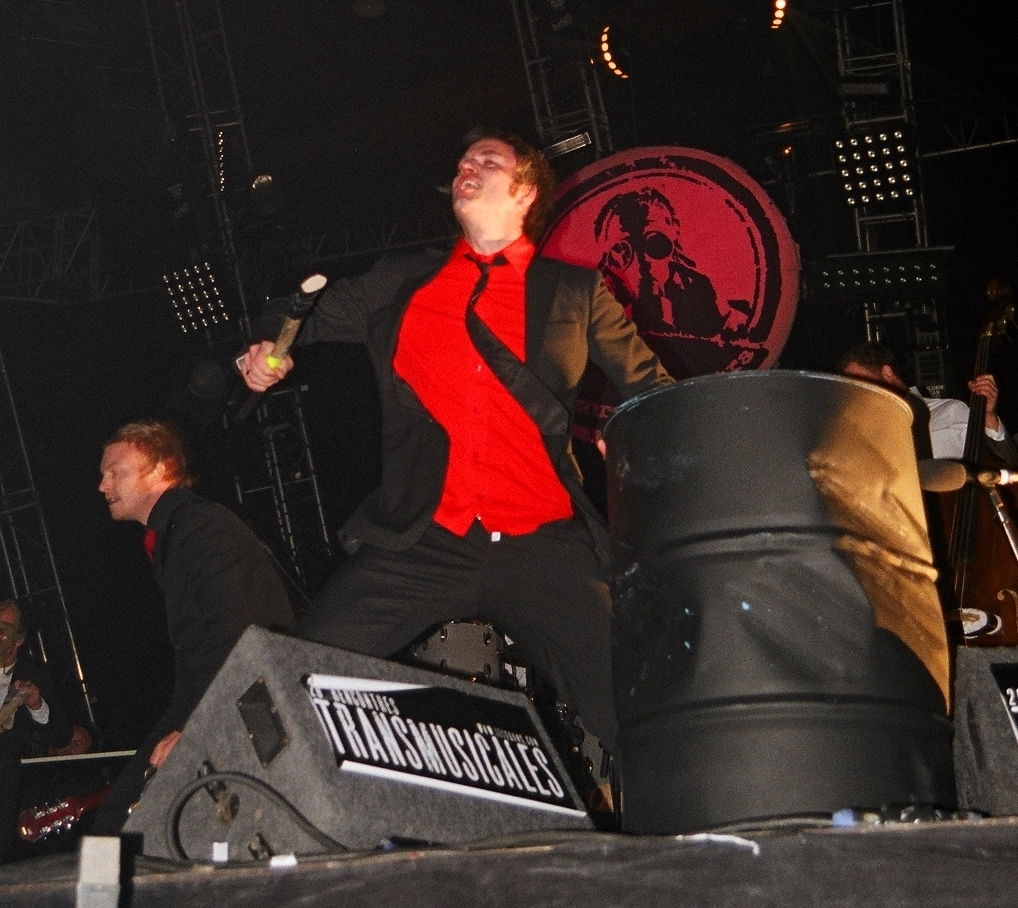
Janove Ottesen, Kaizers Orchestra aux Trans Musicales 2004 à Rennes.

### Membres actuels
- Janove Ottesen « Sjakalen / The Jackal Kaizer », chant
- Geir Zahl « Hellraizer Kaizer », deuxième guitare, voix occasionnelle, premier bariliste
- Terje Winterstø Røthing « Killmaster Kaizer », première guitare, deuxième bariliste
- Helge Risa « Omen Kaizer », orgue
- Rune Solheim « Mink Kaizer », percussion
- Øyvind Storesund « Thunder Kaizer », contrebasse

### Ancien membre
- Jon Sjøen, contrebasse. A quitté le groupe en 2003.

## Discographie

### Albums
- 2001 : Ompa til du dør
- 2002 : Evig pint
- 2005 : Maestro
- 2006 : Live at Vega
- 2008 : Maskineri
- 2009 : Våre demoner
- 2011 : Violeta, Violeta Vol. 1

### DVD
- 2006 : Viva La Vega

### EP et singles
- 2000 : Kaizers Orchestra EP (Den gule EP-en)
- 2001 : Kontroll på Kontinentet
- 2001 : Død manns tango
- 2002 : Mann mot mann
- 2004 : The Gypsy Finale
- 2005 : Maestro EP